# John Ernest Williamson
John Ernest Williamson (Liverpool, 8 dicembre 1881 – Nassau, 15 luglio 1966) è stato un fotografo, regista e produttore cinematografico britannico naturalizzato statunitense nel 1901. Pioniere della fotografia subacquea, insieme al fratello George M. Williamson fondò la Submarine Film Corp. (o Williamson Submarine Film Corp.).

## Filmografia

### Regista
- How Life Begins, co-regia di George M. Williamson - documentario (1916)
- Wonders of the Sea - documentario (1922)

### Direttore della fotografia
- Thirty Leagues Under the Sea, regia di Carl Gregory (1914)
- How Life Begins, regia di George M. Williamson e di J. Ernest Williamson - documentario (1916)

### Produttore
- Girl of the Sea, regia di Winthrop Kelley (1920)
- Wet Gold, regia di Ralph Ince (1921)
- Perle vere e perle false (The Uninvited Guest), regia di Ralph Ince - presentatore (1924)
- L'isola misteriosa (The Mysterious Island), regia di Lucien Hubbard e, non accreditati, Benjamin Christensen e Maurice Tourneur (1929)

### Effetti speciali
- L'isola misteriosa (The Mysterious Island), regia di Lucien Hubbard e, non accreditati, Benjamin Christensen e Maurice Tourneur (1929)